# Centaur (raketový stupeň)

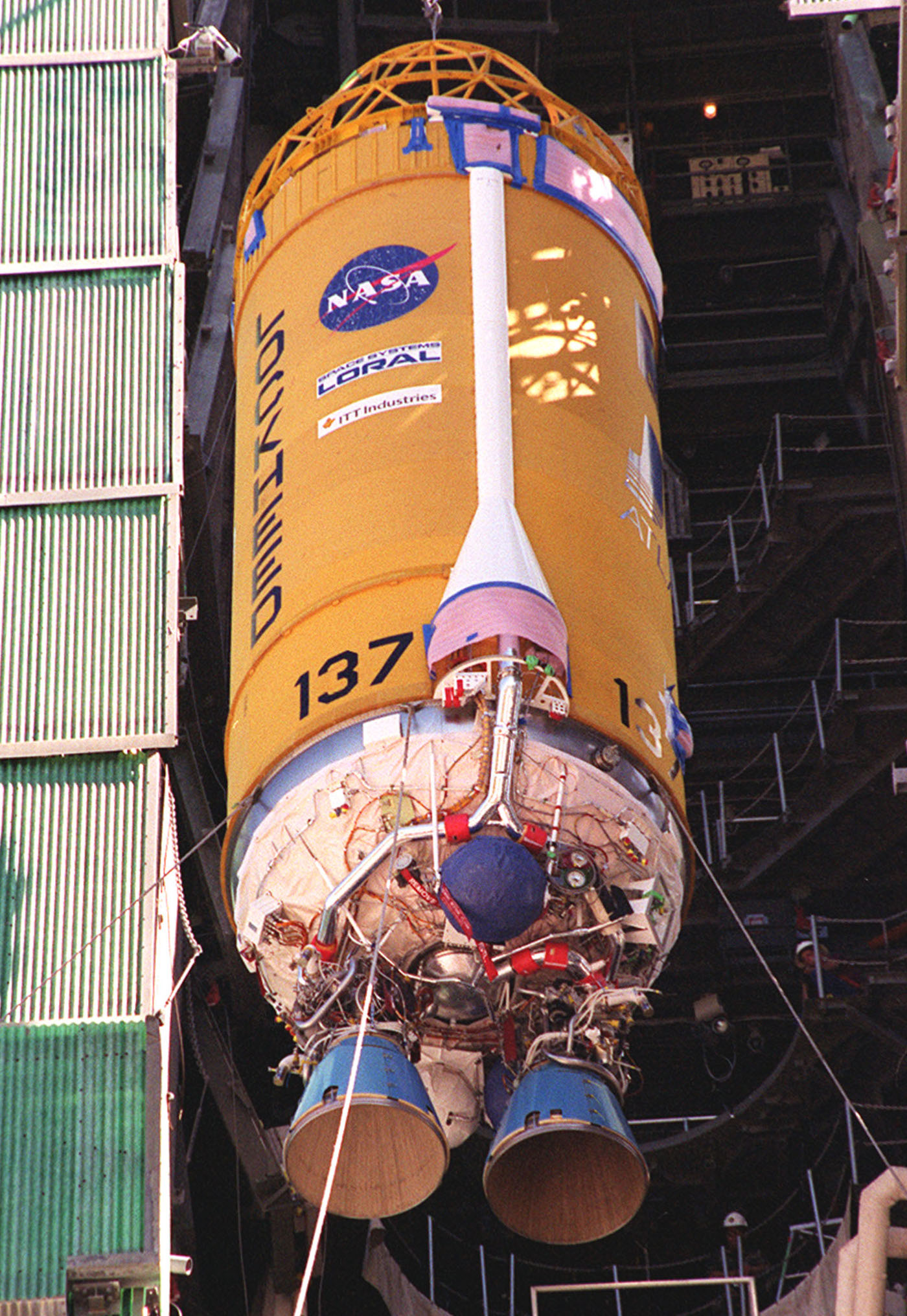
Centaur IIA

Centaur je urychlovací stupeň používaný na nosných raketách. Je určen ke konečnému navedení nákladu na požadovanou orbitu, nebo v případě meziplanetárních letů, k urychlení sondy na únikovou rychlost. Centaur, pojmenován podle kentaurů z řecké mytologie, byl vyvinut společností Convair a hlavní podíl na jeho úspěchu mají Karel J. Bossart (hlavní inženýr SM-65 Atlas) a Dr. Krafft A. Ehricke. Jejich koncept je v podstatě zmenšená verze Atlasu, využívající lehké balonové nádrže z nerezové oceli, jejichž pevnost je dosažena tlakem plynů uvnitř nádrže. Centaur byl světově první vysoce výkonný raketový stupeň, spalující kapalný kyslík a vodík. Je vybaven jedním nebo dvěma motory RL-10. V současné době má za sebou již 50 let služby a je používán ve verzi Centaur V na raketách Atlas V.

## Historie
Vývoj začal v roce 1956 udělením kontraktu firmě General Dynamics. Mělo jít o průkopnický projekt v použití kryogenických a nestabilních pohonných látek. Dodavatelem motorů byla zvolena společnost Pratt&Whitney se svým motorem RL-10. Výrobní závod na kapalný vodík patřící USAF byl už tou dobou schopen produkovat velká množství kapalného vodíku. V roce 1962 byl projekt převeden do NASA Lewis Research Center, kde probíhaly pokusy s LOX/LH2 raketami již od počátku 50. let. Projektu byla přidělena nejvyšší priorita, ale stejně utrpěl zpoždění kvůli administrativním pochybením na straně NASA i Convairu. První let se uskutečnil s raketou Atlas v listopadu 1963 a první „ostrý let“ se konal až v květnu 1966. Původně se s Centaurem počítalo jako horním stupněm raket Saturn, ale než byl hotov, byly už Saturny vybaveny mnohem silnějšími stupni Saturn-IV se šesti motory RL-10. Počáteční zdržení však překonala dobrá konstrukce Centauru, která vedla k mnoha dalším modifikacím a Centaur je používán i na počátku 21. století a počítá se s ním i do budoucnosti.

## Verze

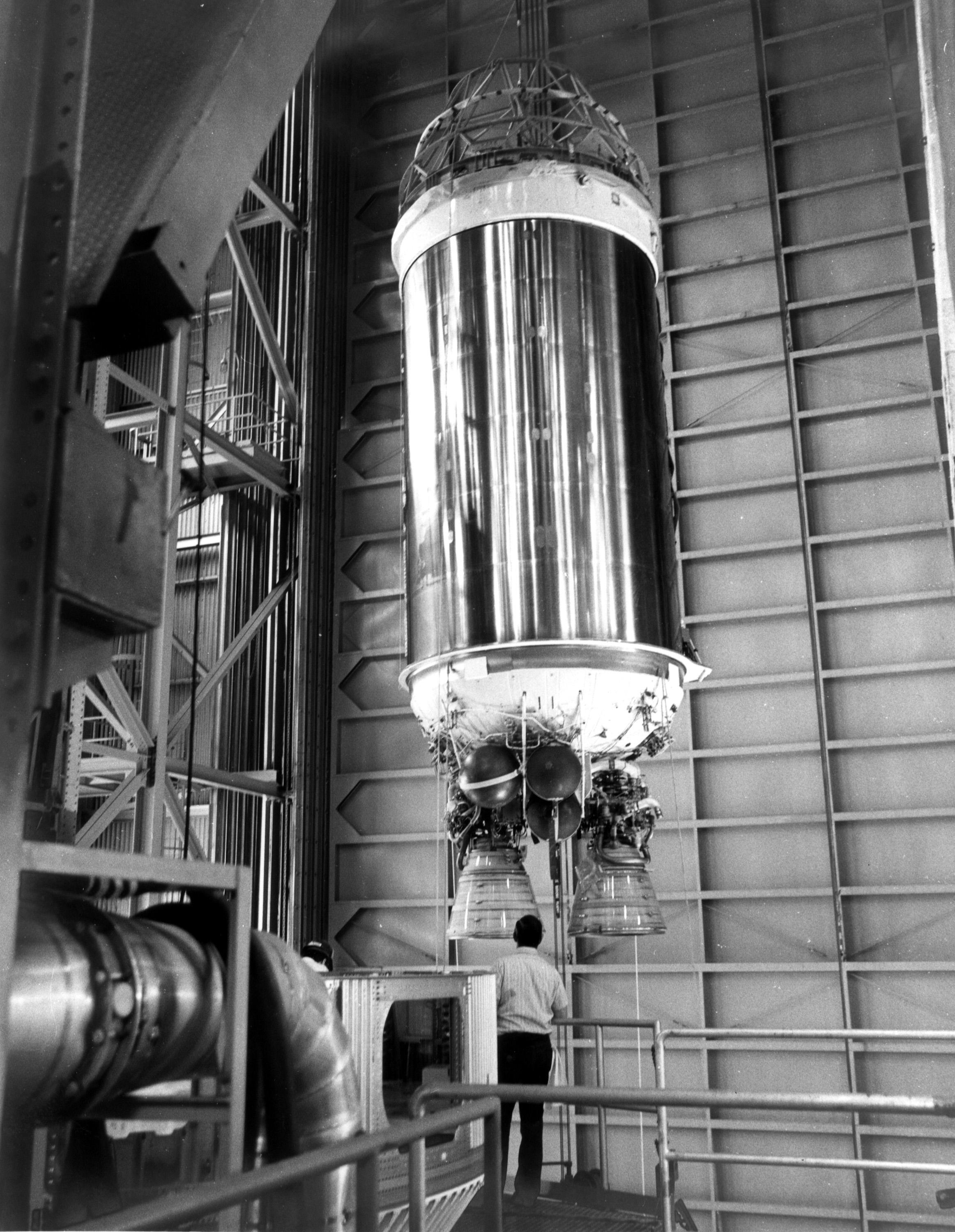
Centaur D1T

### Centaur C
První verze. Testy probíhaly mezi lety 1958-1965 a proběhlo celkem 28 startů, přičemž dvakrát selhal. Naváděcí systém byl inerciální a navigační počítač byl digitální s magnetickou bubnovou pamětí, na kterou se letový program zapisoval z děrného pásku.

### Centaur G
Verze upravená speciálně pro vypouštění z nákladního prostoru raketoplánu Space Shuttle. Celý stupeň byl zmenšen a zjednodušen. Největší problém byl systém vypouštění paliva v případě zrušení startu a návratu raketoplánu na zem. Projekt byl zrušen po havárii raketoplánu Challanger z bezpečnostních důvodů. Později byl podobný typ Centauru použit na raketě Titan 4, která byla vyvinuta USAF jako náhrada za zrušený projekt Shuttle/Centaur.

### Centaur IIIA
Upravená verze s jedním motorem pro raketu Atlas III. Naváděcí systém a řídící jednotka palivového systému byly přemístěny do speciálního oddílu na vrchu stupně a byly společné pro Centaur, i první stupeň Atlas III.

### Common Centaur
Vylepšená verze Centauru III, používaná na raketách Atlas V. Používá se v jednomotorové nebo dvoumotorové variantě. První start se konal roku 2002.

### Další verze
- Centaur D/E
- Centaur I
- Centaur G Prime
- Centaur G STS
- Centaur II
- Centaur IIA
- Centaur B-X
- Centaur C-X
- Centaur IIIB

## Technické specifikace

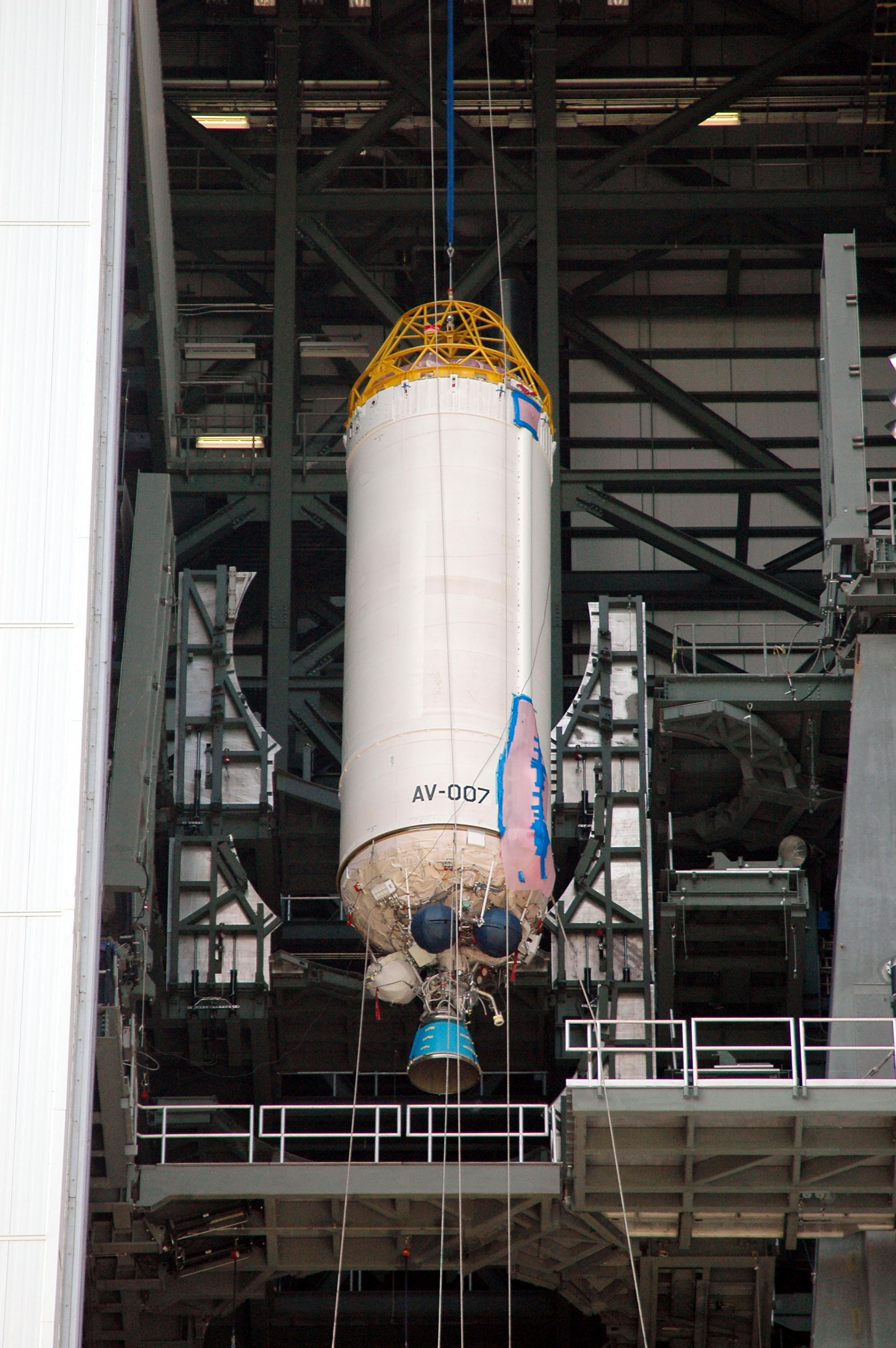
Centaur V

Centaur používá motory Pratt & Whitney RL-10. Až do verze Centaur IIIA byl počet motoru dva, poté se začal rozlišovat účel, pro který je raketa určena. Pro těžké náklady na nízkou orbitu Země se používá dvoumotorová verze a pro mise na geosynchronní přechodovou dráhu, lehké náklady nebo pro meziplanetární lety se využívá jednomotorová verze.
Nádrže jsou řešeny „balonově“, to znamená, že nádrž nemá žádnou vnitřní podpůrnou konstrukci, ale jsou vyrobeny pouze z tenkého nerezového plechu a pevnosti je dosaženo stálým přetlakem v nádržích. Tento systém byl prvně použit na mezikontinentálních střelách SM-65 Atlas a byl používán až do verze Atlas III. Nádrže na kapalný kyslík a vodík jsou odděleny dvojitou přepážkou vyplněnou skelnou vatou, aby se zamezilo přenosu tepla mezi relativně teplejší nádrží na kapalný kyslík a chladnější nádrží na kapalný vodík.

### Specifikace poslední verze se dvěma motory
- celkový tah: 198,3 kN
- specifický impuls: 451 sekund (4420 N.s/kg)
- doba zážehu: 435 sekund
- průměr: 3,05 metru
- délka: 12,68 metrů
- hmotnost: 23 050 kg
- prázdná hmotnost: 2250 kg

## Budoucí vývoj
V současnosti se zvažuje použití Centauru V jako druhého stupně rakety Delta IV a také jako urychlovací stupeň budoucí rakety Ares V, pro meziplanetární sondy. Dále se plánuje zvětšení průměru až na 5,4 m, což je průměr aerodynamického krytu raket Atlas V. To má snížit hmotnost a zároveň výrazně zvýšit množství neseného paliva. Budoucí konstrukce má být modulární, což má umožnit vybavit Centaur až šesti motory RL-10, přičemž úprava bude vyžadovat minimální úpravy a většina komponent má být společná pro všechny varianty. Důležitý požadavek je na kompatibilitu se stávající kompletační a odpalovací infrastrukturou.
Předpokládá se, že 5,4metrový Centaur se šesti motory, připojený na Atlas V s pěti SRB (pomocné motory) se nosností vyrovná raketě Atlas V 5HX (nejsilnější varianta Atlasu V) nebo Deltě IV Heavy. Tato možnost přináší výrazné snížení nákladů v porovnání s variantami Heavy raket Atlas V nebo Delta IV. V případě použití těžké verze Atlasu V a nového Centauru má nosnost dosahovat až 80 tun. Takovou nosnost srovnatelnou s Aresem V nebo Saturnem V dokáže využít pouze vládní program letů s posádkou, avšak za použití komerčních technologií a pravděpodobně za nižší cenu.